# Donald Mackinnon Cleland
Donald Mackinnon Cleland CBE, avstralski general, * 28. junij 1901, † 27. avgust 1975.
Med drugo svetovno vojno je bil pomočnik glavnega oskrbovalnega častnika 1. avstralskega korpusa (1942), namestnik adjutanta in glavni oskrbovalni častnik 3. avstralskega korpusa (1942–1943), namestnik adjutanta in glavni oskrbovalni častnik Novogvinejske sile (1943), namestnik adjutanta in glavni oskrbovalni častnik Avstralske novogvinejske administrativne enote (1943–1944), v.d. poveljnika Avstralske novogvinejske administrativne enote (1944–1945) in vodja Avstralskega novogvinejskega kontrolnega odbora proizvodnje (1945).
Pred vojno je deloval kot odvetnik in bil aktiven tudi v politiki; tako je bil predsednik Nacionalne stranke Zahodne Avstralije (1936–1938). Po koncu vojne je bil leta 1945 izvoljen za podpredsednika državne sekcije nacionalne Liberalne stranke. Oktobra istega leta pa je bil imenovan za direktorja federalnega sekretariata iste stranke; na tem položaju je organiziral uspešno predvolilno kampanjo leta 1949. 
Leta 1951 je bil imenovan za pomočnika administratorja in leta 1953 za administratorja Papue in Nove Gvineje. V svojem mandatu se je zavzel za razvoj domačinov, dal je zgraditi ceste, mostove in letališča, povečal je vladne izdatke in preoblikoval javno službo. Upokojil se je leta 1967.
Leta 1971 je postal prokancler, nato pa kancler Univerze Papue Nove Gvineje in leta 1967 tudi kancler anglikanske škofije Papue Nove Gvineje.